# Habronattus hirsutus
Habronattus hirsutus är en spindelart som först beskrevs av George William Peckham och Elizabeth Maria Gifford Peckham 1888.  Habronattus hirsutus ingår i släktet Habronattus och familjen hoppspindlar. Inga underarter finns listade i Catalogue of Life.